# Colosseum II
I Colosseum II sono un gruppo di matrice Progressive rock originario dell'Inghilterra, nato nel 1975 dalla volontà del batterista inglese Jon Hiseman, fondatore del gruppo Colosseum nel 1968.

## Storia
Dopo l’avvenuto scioglimento dei Tempest, nel novembre del 1974 Hiseman annunciò che avrebbe formato una nuova band con il chitarrista Gary Moore (ex Thin Lizzy), senza poterne ancora anticipare il nome. Problemi con la costituzione della line-up li costringeranno però a rimandare l’ingresso in studio di quasi sei mesi. La formazione inizialmente progettata prevedeva infatti Graham Bell, il tastierista Duncan Mackay e l’ex bassista di Colosseum e Tempest Mark Clarke, laddove la line-up definitiva conterà invece il cantante Mike Starrs, il tastierista Don Airey e il bassista Neil Murray (entrambi ex Cozy’s Powell Hammer).  La band scelse inizialmente di chiamarsi Ghosts, finché le pressioni della loro prima casa discografica (e la benedizione degli ex complici di Hiseman nei Colosseum) non li indusse a optare per Colosseum II. La band si orientò a quel punto verso una forma di jazz fusion poggiante sulla chitarra di Moore, con sonorità molto più acrobatiche e talvolta aggressive di quelle dei Colosseum originali e quindi distanti dal gusto dell’allora prevalente Scena di Canterbury.
Le vendite del primo album, Strange New Flesh (1976, un titolo suggerito da Murray, citazione della loro cover di “Down to You” della Mitchell) furono però deludenti, il che indusse la Bronze Records a suggerire l’allontanamento di Starrs (che si unirà ai Lucifer's Friend), quindi a scaricare la band. Murray accetta allora l’offerta dei National Health, che si rivelerà propedeutica al suo ingresso nei Whitesnake di David Coverdale. Con un nuovo bassista, John Mole, i Colosseum II realizzano altri due album prevalentemente strumentali per la MCA,  Electric Savage (1976) e War Dance (1977), esaltanti le qualità dei singoli.
La band fu allora coinvolta da Andrew Lloyd Webber nella realizzazione della sua Variations,  un’opera rock che conquisterà nel 1978 la seconda piazza nelle classifiche di vendita inglesi, segnando l’inizio di una lunga collaborazione di Webber con Mole e Hiseman.
Moore, a quel punto, sceglierà di lasciare il gruppo per raggiungere nuovamente i Thin Lizzy. Sarà prontamente sostituito da Keith Airey, fratello di Don, ma lo scioglimento definitivo sopraggiunge comunque quando, pochi mesi dopo, il tastierista accetta l’offerta dei Rainbow di Ritchie Blackmore.

## Formazione

### Formazione classica
- Gary Moore – chitarre, voce (1975–1978)
- Don Airey – tastiere, sintetizzatore (1975–1978)
- John Mole – basso (1976–1978)
- Jon Hiseman – batteria, percussioni (1975–1978)

### Altri componenti
- Neil Murray – basso (1975–1976)
- Mike Starrs – vocals (1975–1976)
- Keith Airey – chitarre (1978)

## Discografia

### Album in studio
- 1975 – Strange New Flesh
- 1976 – Electric Savage
- 1977 – War Dance

### Raccolte
- 1976 – Stereo Pop Special-128 (con la The Michael Chapman Band)
- 1996 – Streets And Walkways - The Best Of Gary Moore & Colosseum II

### Singoli
- 1977 – Lament / The Scorch